# Organisation révolutionnaire macédonienne intérieure - Parti populaire
L'Organisation révolutionnaire macédonienne intérieure-Parti populaire (Внатрешна Македонска Револуционерна Организација-Народна Партија ou Vnatrešna Makedonska Revolucionerna Organizacija–Narodna Partija, VMRO-NP) est un parti politique macédonien représentant la droite conservatrice, issu d'une scission de l'Organisation révolutionnaire macédonienne intérieure - Parti démocratique pour l'Unité nationale macédonienne en 2004 conduite par l'ancien premier ministre Ljubčo Georgievski.

## Histoire
Le parti a été fondé par des dissidents du VMRO-DPMNE, principal parti de droite macédonien, pour en rassembler l'aile la plus conservatrice. Certains membres du VMRO-DPMNE n'acceptaient pas les accords d'Ohrid, qui ont mis fin à l'insurrection albanaise de 2001 en donnant plus de droits aux minorités du pays, et notamment à la minorité albanaise, qui représente 25 % de la population. Le VMRO-DPMNE était à ses débuts, dans les années 1990, un parti nationaliste, clairement positionné contre l'octroi de droits aux minorités, et la signature des accords d'Ohrid par certains membres du parti avait ainsi entraîné un tournant idéologique.
Le VMRO-NP peine toutefois à se positionner dans le paysage politique national et il n'obtient que six sièges lors des élections législatives de 2006, qui sont largement remportées par le VMRO-DPMNE.